# Imogen Holst
Imogen Clare Holst (nacida von Holst; Richmond, 12 de abril de 1907-Aldeburgh, 9 de marzo de 1984) fue una compositora, arreglista, directora de orquesta, profesora, musicóloga y administradora de festivales –británica. Hija única del compositor Gustav Holst, es especialmente conocida por su labor educativa en el Dartington Hall en la década de 1940 y por sus veinte años como codirectora artística del Festival de Aldeburgh. Además de componer música, escribió biografías de compositores, mucho material educativo y libros sobre la vida y obra de su padre.
Desde muy joven Holst mostró un talento precoz en la composición y la interpretación. Después de asistir a Eothen School y St Paul's Girls' School, ingresó en el Royal College of Music, donde desarrolló sus habilidades como directora y ganó varios premios por composición. Incapaz de seguir sus ambiciones iniciales de ser pianista o bailarina debido a razones de salud, pasó la mayor parte de la década de 1930 enseñando y como organizadora a tiempo completo de la English Folk Dance and Song Society. Estas obligaciones redujeron sus actividades compositivas, aunque realizó muchos arreglos de canciones populares. Después de ocuparse de la organización del Arts Council of Great Britain al inicio de la Segunda Guerra Mundial, en 1942 comenzó a trabajar en Dartington. En sus nueve años allí, estableció a Dartington como un importante centro de educación y actividad musical.
A principios de la década de 1950, se convirtió en asistente musical de Benjamin Britten, se mudó a Aldeburgh y comenzó a ayudar con la organización del festival anual. En 1956 se convirtió en codirectora artística del festival y durante los siguientes 20 años lo ayudó a alcanzar una posición de preeminencia en la vida musical británica. En 1964 abandonó su trabajo como asistente de Britten para retomar su propia carrera compositiva y concentrarse en la preservación del legado musical de su padre. Su música no es muy conocida y ha recibido poca atención de la crítica; gran parte de ella se encuentra inédita y sin interpretar. Las primeras grabaciones dedicadas a sus obras, publicadas en 2009 y 2012, fueron muy bien recibidas por la crítica. Fue nombrada comendador de la Orden del Imperio Británico (CBE) en 1975 y recibió numerosos honores académicos. Murió en Aldeburgh y está enterrada en el cementerio de la ciudad.

## Biografía

### Infancia y familia

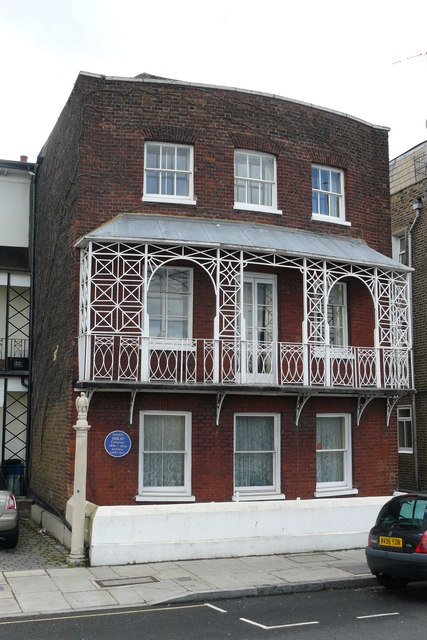
La casa en Barnes donde la familia Holst vivió de 1908 a 1913.

Imogen Holst nació el 12 de abril de 1907 en la calle Grena n.º 31, en Richmond, una ciudad junto al río al oeste de Londres. Sus padres fueron Gustav Holst, un aspirante a compositor que posteriormente trabajaría como profesor de música, e Isobel, de soltera Harrison. La familia Holst, de ascendencia sueca, alemana y letona, llevaba en Inglaterra desde 1802 y había sido formada por músicos durante varias generaciones. Gustav siguió esta tradición familiar. Mientras estudiaba en el Royal College of Music (RCM), conoció a Isobel Harrison, quien cantaba en uno de los coros de aficionados que dirigía. Inmediatamente se sintió atraído por ella y se casaron el 22 de julio de 1901.
Mientras intentaba establecerse como compositor, Gustav Holst trabajó primero como trombonista de orquesta y posteriormente como maestro. En 1907 ocupó cargos docentes en la James Allen's Girls' School en Dulwich, y la St Paul's Girls' School (SPGS) en Hammersmith, donde fue director musical. Desde 1907 actuó como director musical en el Morley College, un centro de educación para adultos en el distrito de Waterloo de Londres. Cuando Imogen todavía era muy pequeña, su familia se mudó de Richmond a una pequeña casa junto al río en los alrededores de Barnes, la cual alquilaron a un pariente. Los principales recuerdos de Imogen en esta casa fueron los de su padre trabajando en su sala de composición en el último piso, el cual tenía prohibido visitar, así como de sus esfuerzos por enseñarle canciones populares.

### Escolaridad

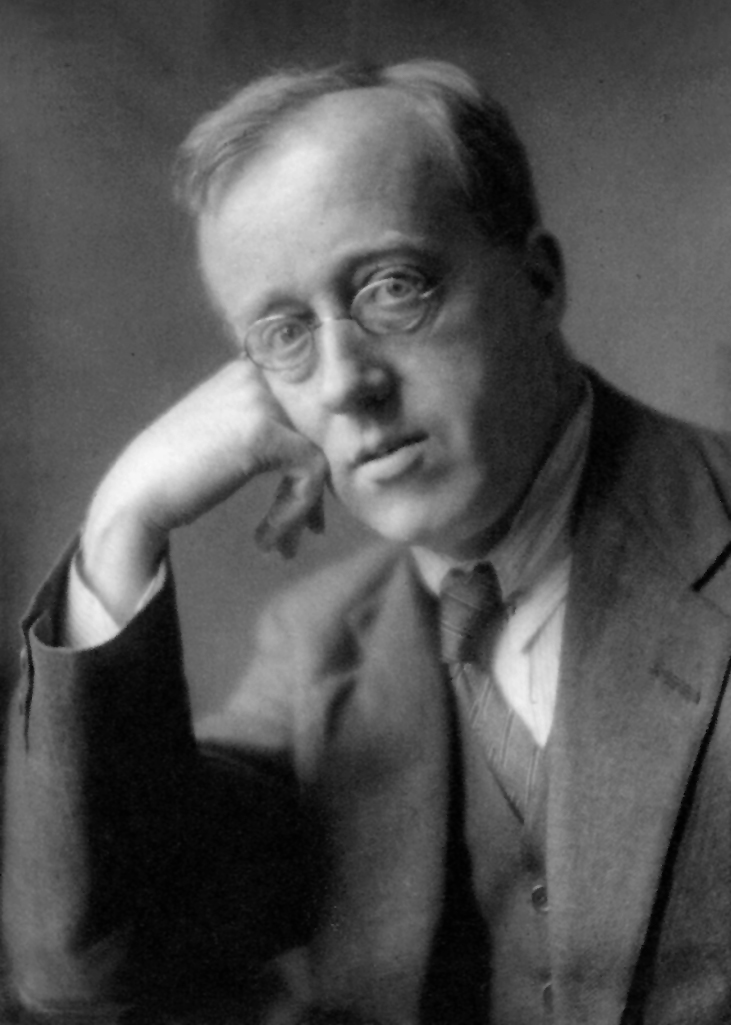
Gustav Holst, alrededor de 1921.

Imogen era descrita de pequeña como una niña de ojos azules, cabello rubio, una cara ovalada que heredó de su padre y una nariz bastante prominente heredada de su madre. En 1912, a la edad de cinco años, ingresó en el jardín de infancia en el Froebel Institute y permaneció en esa escuela durante cinco años. Los veranos a menudo los pasaba en la casa de campo de los Holst, en Thaxted (Essex), donde Gustav Holst comenzó el Festival anual de Pentecostés en 1916.
En 1917 Imogen comenzó a estudiar en Eothen, una pequeña escuela privada para niñas en Caterham, donde Jane Joseph, la alumna estrella de Gustav de SPGS, enseñaba música. Una carta a casa, fechada el 17 de julio de 1917, habla de «competencias [sic], y premios desgarradores, y fresas con crema para el té». En la escuela, Imogen estudió piano con Eleanor Shuttleworth, violín con André Mangeot (al cual llamaba «topping») y teoría con Jane Joseph (a la que llamaba «ripping»). Bajo la enseñanza de Joseph, Imogen produjo sus primeras composiciones, dos piezas instrumentales y cuatro melodías de villancicos navideños, que ella numeró como opus 1, 2 y 3. En el verano de 1920, compuso y coreografió una «Danza de las ninfas y pastores», que se realizó en la escuela bajo su dirección el 9 de julio.
Imogen dejó Eothen en diciembre de 1920 con la esperanza de estudiar con Ruby Ginner en la Escuela de Danza y Drama Ginner-Mawer, pero fue rechazada por motivos de salud, aunque no parecía haber un problema médico significativo. Luego estudió en su casa con una institutriz, mientras esperaba comenzar en St Paul's Girls School en el otoño. En el Festival de Pentecostés de 1921 participó como bailarina en la producción de su padre de la semiópera de Henry Purcell de 1690, Masque of Dioclesian, celebrada en el recinto de St Paul's School, la cual se repitió una semana más tarde en Hyde Park.
En septiembre de 1921, Imogen comenzó a estudiar en St Paul's Girls School y se convirtió en estudiante residente desde la primavera de 1922. En julio de 1922 interpretó un preludio y fuga de Johann Sebastian Bach en el piano, por el cual Joseph la elogió calurosamente y escribió: «Creo que todos disfrutaron el Bach de principio a fin, todos terminaron felices y contentos». Los años que Imogen pasó en SPGS fueron en general felices y exitosos. En julio de 1923 ganó el premio Alice Lupton para piano junior, pero sus posibilidades de distinción como pianista se vieron frustradas cuando comenzó a desarrollar flebitis en su brazo izquierdo. Entre otras actividades, se interesó por la música y danza folclóricas, y en 1923 se convirtió en miembro de la English Folk Dance Society (EFDS). De 1924 a 1925, su último año en la SPGS, Imogen fundó una sociedad de danza folklórica en la escuela. En un concierto escolar de fin de curso a finales de julio de 1925, tocó el Étude en mi mayor de Frédéric Chopin y realizó la primera interpretación de la Toccata de Gustav Holst.

#### Royal College of Music

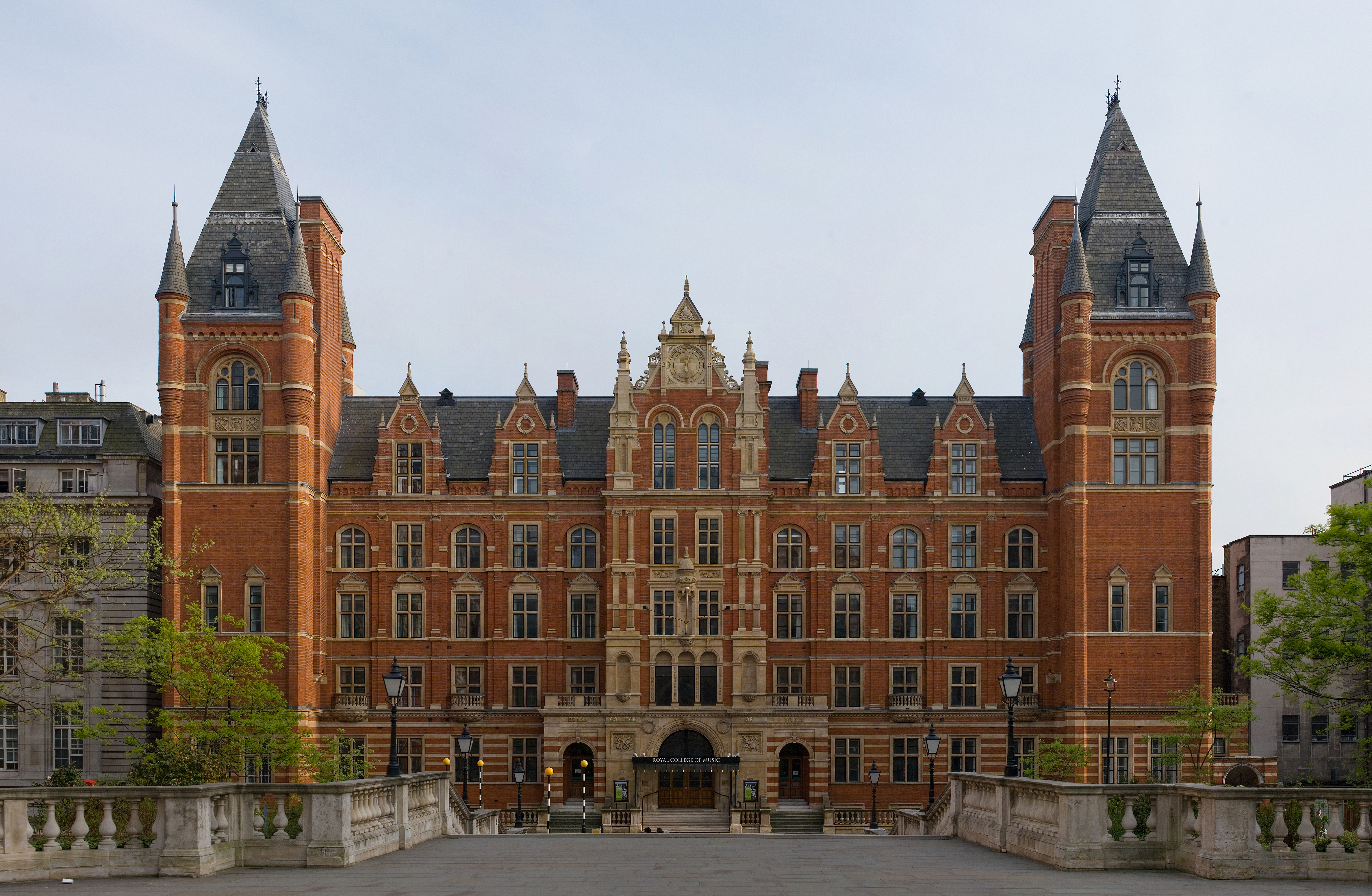
El Royal College of Music.

Aunque estaba destinada como su padre al RCM, Holst primero decidió estudiar composición durante un año con Herbert Howells, piano con Adine O'Neill y trompa con Adolph Borsdorf, mientras pasaba sus veranos en las escuelas de verano de la EFDS y realizando otras actividades musicales. En julio de 1926 arregló y dirigió la música para un concurso de la EFDS, celebrado en Thaxted como una recaudación de fondos para la construcción de la nueva sede de la sociedad en Regent's Park. Comenzó a estudiar en el RCM en septiembre de 1926, donde estudió piano con Kathleen Long, composición con George Dyson y dirigiendo bajo la enseñanza de W. H. Reed. Su aptitud como directora se hizo evidente en diciembre de 1926, cuando dirigió la Tercera Orquesta de la universidad en la obertura de la Sinfonía Praga de Wolfgang Amadeus Mozart. Esta y otras actuaciones en el podio llevaron a The Daily Telegraph a especular que Holst podría finalmente convertirse en el primera mujer en «establecer una estancia segura como directora musical».
En su segundo año en el RCM, Holst se concentró en la composición, produciendo varias obras de cámara, incluida una sonata para violín, un quinteto de oboe y una suite para instrumentos de viento-madera. Dio sus primeros pasos hacia la independencia personal cuando se mudó de la casa familiar a un estudio cerca de los Jardines de Kensington. En 1928 viajó a Bélgica con la EFDS, disfrutó unas vacaciones en Italia e hizo un extenso viaje a Alemania con un grupo conocido como «The Traveling Morrice», que promovía la unión internacional a través de la música y la danza. En octubre de 1928 ganó el premio Cobbett del RCM por una composición de cámara original, su cuarteto para cuerda Phantasy. Poco después recibió la beca Morley, otorgada al «estudiante más completo». El cuarteto fue transmitido por la BBC el 20 de marzo de 1929, pero, para ella, el logro fue eclipsado por la noticia que recibió ese mismo mes de la muerte prematura (a la edad de 34) de su mentora Jane Joseph.
En el invierno de 1929, hizo su primera visita a Canadá y Estados Unidos, como parte de una fiesta de la EFDS. En su casa, trabajó en su composición final del RCM, una suite para una banda de metales titulada The Unfortunate Traveller. A pesar de cierta aprensión por su parte, la pieza pasó el escrutinio de los examinadores y se tocó en el concierto de fin de año de la universidad en julio de 1930. Antes, en junio, se enteró de que había recibido la beca Octavia Travelling, con un valor de 100 libras, la cual le permitiría estudiar composición en el extranjero.

### Viajes por Europa (1930-1931)
Holst pasó gran parte del período entre septiembre de 1930 y mayo de 1931 viajando. Una agitada visita a Lieja en septiembre, para el Congreso de la Sociedad Internacional de Música Contemporánea, fue seguida inmediatamente por un viaje de tres meses a Escandinavia, Alemania, Austria y Hungría, regresando a Inglaterra por Praga, Dresde, Leipzig, Berlín y Ámsterdam. Sus experiencias musicales incluyeron una peregrinación de Mozart en Salzburgo, actuaciones de El caballero de la rosa y El rapto en el serrallo en la Ópera Estatal de Viena, obras de Bach en Berlín y la Séptima Sinfonía de Gustav Mahler en Ámsterdam. El 1 de febrero de 1932 abandonó Inglaterra nuevamente, esta vez hacia Italia. Después de una gira de dos meses, llegó a casa con opiniones encontradas sobre la creación musical italiana. Concluyó que «los italianos son una nación de cantantes ... Pero la música es un idioma diferente en esa parte del mundo». De vuelta en Londres, decidió que a pesar de sus experiencias, «si es la música lo que uno quiere, no hay otro lugar como Londres».

### Docencia (1931-1938)

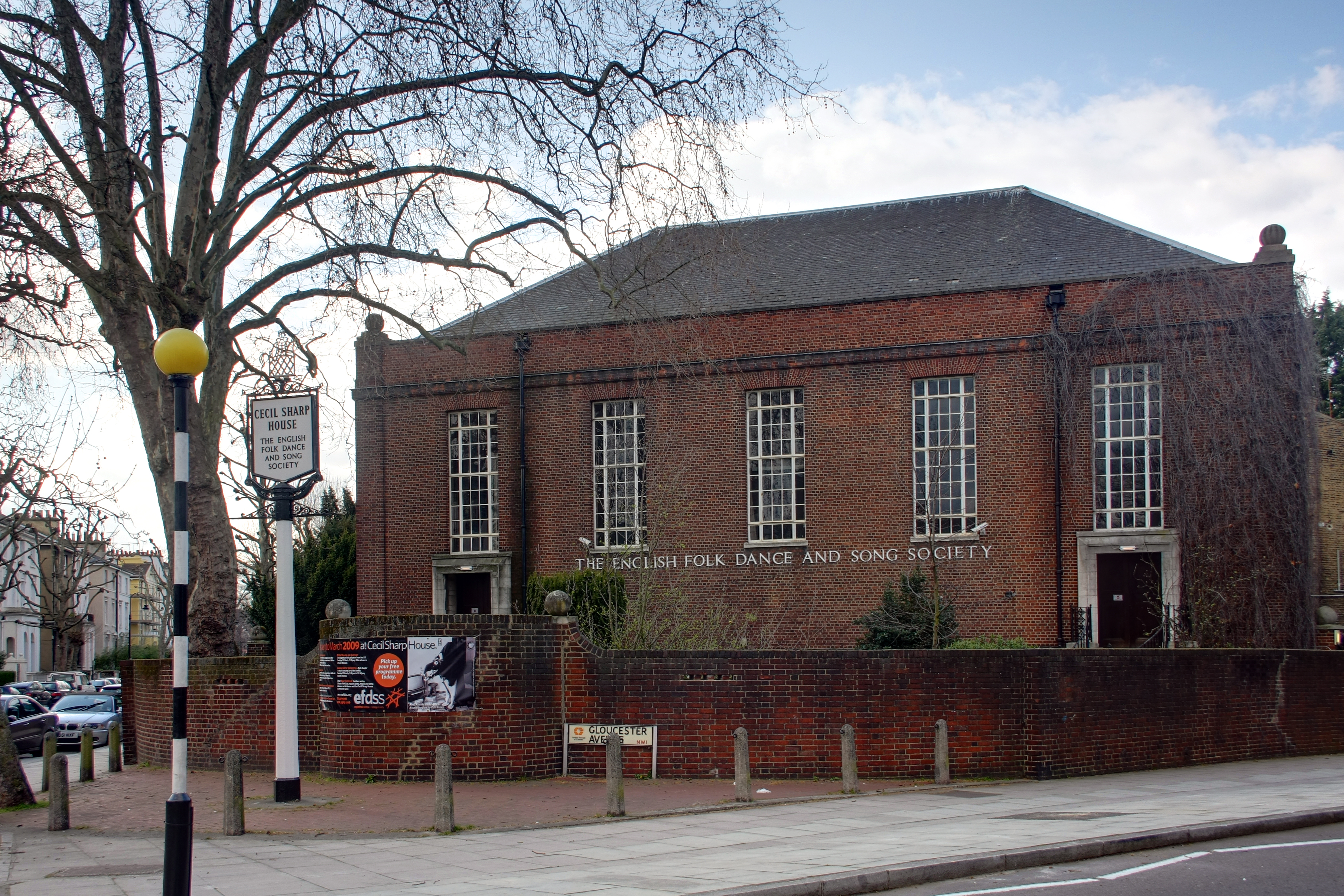
Casa Cecil Sharp, oficinas centrales en Londres de la Sociedad de la Danza y de la Canción Folklórica Inglesa.

Con los fondos de su beca agotados, Holst necesitaba un trabajo, por lo que en junio de 1931 se hizo cargo de la música en el centro de arte y educación Citizen House en Bath. No le gustaban las disciplinas impuestas por un superior implacable e inflexible, pero se quedó hasta el final del año, cuando Citizen House se había mudado a Hampstead. Trabajó brevemente como directora y acompañante independiente antes de unirse al personal de la EFDS a principios de 1932. La organización se había expandido para convertirse en la English Folk Dance and Song Society (EFDSS) y se estableció en la nueva sede de la Cecil Sharp House. Sus obligaciones, principalmente la enseñanza, no eran a tiempo completo, y pudo ocupar puestos de enseñanza a tiempo parcial en su antigua escuela, Eothen, y en la Escuela Roedean. Aunque compuso poca música original durante esos años, hizo muchos arreglos instrumentales y vocales de melodías populares tradicionales.
La salud de Gustav Holst había estado delicada durante años; en el invierno de 1933 su salud se deterioró y murió el 25 de mayo de 1934. Imogen Holst determinó en privado que establecería y protegería el legado musical de su padre. El 24 de marzo de 1935 participó en un concierto conmemorativo de Gustav Holst, en el que dirigió su propio arreglo de una de las suites de la banda de música de su padre. Mientras tanto, su propia música comenzaba a llamar la atención. Su arreglo del villancico «Nowell and Nowell» se presentó en un concierto de Navidad de 1934 en la catedral de Chichester y al año siguiente se estrenó su Concierto para violín y cuerdas, con Elsie Avril como solista. En 1936 realizó una visita a Hollywood, donde se quedó con su tío (el hermano de Gustav), el actor Ernest Cossart. De vuelta en Inglaterra, trabajó en grabaciones de arreglos de música del olvidado compositor del siglo XVI Pelham Humphrey. Éstos fueron publicados en 1936 con una recepción crítica positiva.
En 1938 Holst publicó una biografía de su padre. Entre muchos comentarios positivos de amigos y críticos, el compositor Edmund Rubbra la elogió por producir un libro que no estaba «empañado por el sentimiento ... su biografía es a la vez íntima y objetiva».

### La Guerra: los viajes con CEMA

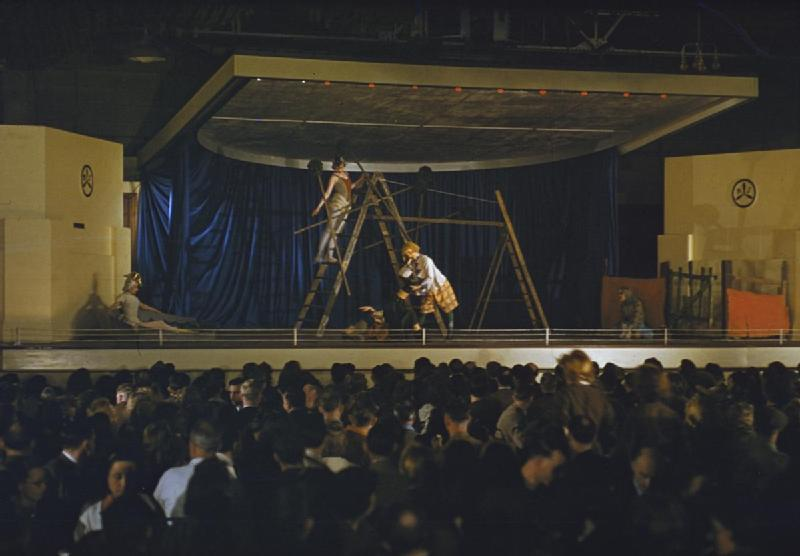
Un concierto de CEMA durante la Segunda Guerra Mundial (una presentación de Pedro y el lobo de Prokófiev por el Ballet Rambert).

En 1938, Holst decidió abandonar la creación musical y la enseñanza aficionadas para concentrarse en su propio desarrollo profesional. Renunció a su puesto en la EFDSS mientras continuaba cumpliendo sus compromisos existentes con la organización. Había renunciado a su trabajo en Roedean en 1936; durante la Pascua de 1939, renunció a Eothen. En junio de 1939, comenzó una gira por Suiza que incluyó el Festival de Lucerna. Hacia finales de agosto, cuando la guerra se hizo cada vez más probable, interrumpió el viaje y regresó a casa.
Después del estallido de la guerra el 3 de septiembre de 1939, Holst trabajó para el Comité de Refugiados de la Casa de Bloomsbury, que apoyó a los músicos refugiados alemanes y austríacos internados bajo regulaciones de emergencia. En enero de 1940, aceptó un puesto bajo un esquema organizado por el Pilgrim Trust, para actuar como uno de los seis «viajeros de la música», cuyo objetivo era aumentar la moral mediante el fomento de actividades musicales en las comunidades rurales. Holst fue asignada para cubrir el oeste de Inglaterra, una gran área que se extiende desde Oxfordshire hasta Cornualles. Cuando el gobierno estableció el Arts Council of Great Britain (CEMA), la responsabilidad de los viajeros de la música pasó a ese organismo.
Con poco apoyo práctico de CEMA, los talentos organizativos de Holst, según su amiga Ursula Vaughan Williams, «se desarrollaron brillantemente». Según el propio relato de Holst, sus deberes incluían la dirección de bandas de música locales y de coros del Women's Institute («catorce mujeres muy ancianas con sombreros sentados en el borde de una terrible choza oscura y vacía de estaño») y organizar canciones para niños evacuados. Organizó actuaciones de grupos profesionales y lo que denominó festivales de «llegar y cantar» en los que cualquiera podía unirse. Escribió sobre los «días idílicos» que pasó con tazas de té, discutiendo las esperanzas y los sueños de los aspirantes a compositores de música. Su actividad compositiva en estos años estuvo limitada por el tiempo y las presiones del trabajo, pero aun así pudo producir para dos tríos de flauta dulce —las suites Offley y Deddington— e hizo numerosos arreglos de voces femeninas para villancicos y canciones tradicionales.

### Dartington

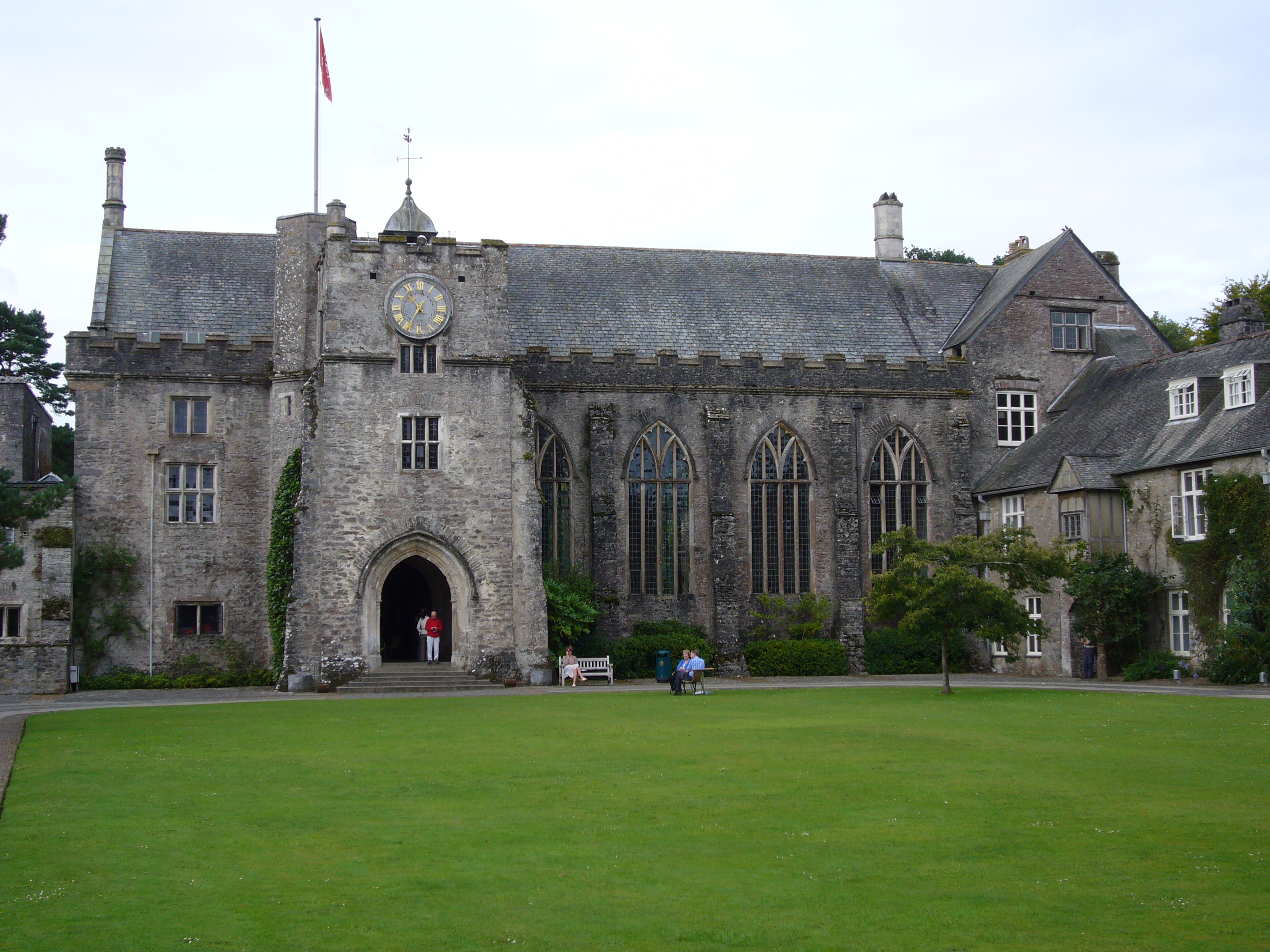
El salón principal de Dartington.

En 1938, Holst había visitado Dartington Hall, una comunidad escolar y artesanal progresista cercana a Totnes en Devon, la cual fue fundada en 1925 por Leonard y Dorothy Elmhirst. De 1941 a 1942, mientras viajaba para CEMA por Devon y Cornualles, los Elmhirst la invitaron a quedarse en Dartington. En el verano de 1942, Christopher Martin, el administrador del centro, la persuadió para que renunciara a su puesto de CEMA y trabajara en Dartington. Él tenía en mente un curso de música, «el tipo de cosas que tu padre hizo en los viejos tiempos en el Morley College». A partir de 1943, Holst comenzó un curso de un año, inicialmente diseñado para enseñar a mujeres jóvenes para organizar orquestas de aficionados y eventos musicales en comunidades rurales. Poco a poco, se convirtió en una educación musical más general para un mayor número de estudiantes. Bajo el liderazgo de Holst, el curso se convirtió rápidamente en el centro de una serie de actividades musicales que incluía la fundación de una orquesta de aficionados: «Casi ninguno de nosotros podía tocar... por malos que fuéramos, seguimos adelante». Los métodos de enseñanza de Holst, basados principalmente en «aprender haciendo» y sin exámenes formales, al principio desconcertaron a sus alumnos y causaron perplejidad a los inspectores escolares, pero finalmente fueron aceptados y respetados. Rosamond Strode, una alumna de Dartington que posteriormente trabajó con Holst en Aldeburgh, dijo sobre este enfoque: «Sabía exactamente cómo y cuándo empujar a sus víctimas hacia el fondo y también sabía que, aunque se hundieran y salpicaran al principio, en poco tiempo ... estarían nadando fácilmente, mientras ella emitiría su aprobación desde el banco».
En la atmósfera propicia de Dartington, Holst pudo reanudar la composición de forma seria, que en gran parte había sido abandonada durante los agitados años en CEMA. En 1943 completó una Serenata para flauta, viola y fagot, una Suite para orquesta de cuerdas y una obra coral, Three Psalms. Todas estas obras se representaron en un concierto en la Wigmore Hall el 14 de junio de 1943, el cual fue dedicado a su música. Otras composiciones de sus años en Dartington incluyen Theme and Variations para violín, Trío de cuerdas n.º 1 (estrenado por el trío de cuerdas de Dartington Hall en la National Gallery el 17 de julio de 1944), canciones de Tottel's Miscellany, una antología del siglo XVI, un concierto de oboe y un cuarteto de cuerdas. En octubre de 1943, el compositor Benjamin Britten y el tenor Peter Pears dieron el primero de varios recitales en Dartington. El respeto mutuo y la amistad se desarrollaron entre Britten y Holst, que se fortalecieron por su amor compartido por la música olvidada de las épocas del Renacimiento y el Barroco. Holst estaba convencida de que Britten era el compositor que continuaría y completaría el trabajo de su padre, al redefinir el carácter de la música inglesa.
A partir de 1945, manteniendo su compromiso con Dartington, Holst comenzó a ampliar sus actividades musicales. Además de editar y preparar partituras para Britten, promovió a Dartington como la base para el nuevo English Opera Group de Britten, aunque finalmente se prefirió a Glyndebourne. En 1947 animó al violinista refugiado Norbert Brainin a formar su propio cuarteto de cuerdas y organizó su debut en Dartington, como el Cuarteto Brainin, el 13 de julio de 1947. Seis meses después, se renombró como Cuarteto Amadeus, el grupo apareció en el Wigmore Hall y obtuvo reconocimiento mundial. En 1948 comenzó a trabajar en un estudio crítico de la música de su padre, un volumen que acompaña a su biografía de Gustav Holst de 1938. Cuando se publicó en 1951, la mayoría de los críticos elogiaron su objetividad y un crítico se aventuró a decir que había sido «innecesariamente dura» en sus juicios.
Los crecientes estándares de rendimiento en Dartington le permitieron organizar representaciones de obras más exigentes, como la Misa en si menor de Bach en julio de 1950 para conmemorar el 200 aniversario de la muerte del compositor. Después de tres años de preparación, este reto recibió elogios de uno de los asistentes: «No sé, y no puedo imaginar cómo es la música del cielo. Pero cuando todos lleguemos allí, Dios quiera, si alguna dirección aún sigue siendo necesaria, espero que se requieran sus servicios y que yo esté en el coro».
A mediados de 1950, el enfoque profesional de Holst estaba cambiando. Había asistido a los dos primeros festivales de Aldeburgh en 1948 y 1949, y en 1950 aceptó un encargo para proporcionar una obra coral para la presentación del festival de 1951; la obra fue un ciclo de canciones para voces femeninas y arpa, Welcome Joy and Welcome Sorrow. Creyendo que era hora de irse de Dartington, avisó de su partida con un año de anticipación. Parte de ese año lo dedicó al descanso y al estudio de la música india en la Universidad Visva-Bharati, fundada por Rabindranath Tagore en Santiniketan (Bengala Occidental). Una de los frutos de esta visita fueron sus Ten Indian Folk Tunes para flauta dulce. El 21 de julio de 1951 su ópera de un acto, Benedick and Beatrice, se presentó en Dartington, para marcar su despedida.

### Aldeburgh
Sin planes definidos para su futuro después de Dartington, Holst recorrió Europa, recopilando música que luego editaría para su interpretación, incluidos los madrigales de Carlo Gesualdo, los cuales encontró «muy emocionantes». En su casa, aunque Britten no la contrató formalmente, trabajó con él en varios proyectos, incluida una nueva versión interpretativa de Dido y Eneas de Purcell y la preparación de las partituras vocales y completas de la ópera Billy Budd de Britten. Pears, quien había observado las contribuciones generales de Holst a la vida musical en Dartington, creía que podía ayudar a Britten y al Festival de Aldeburgh de manera más formal y, poco después del festival de 1952, Britten la invitó a ir a trabajar con él. Ella estuvo de acuerdo y se mudó a Aldeburgh.

#### Asistente de Britten

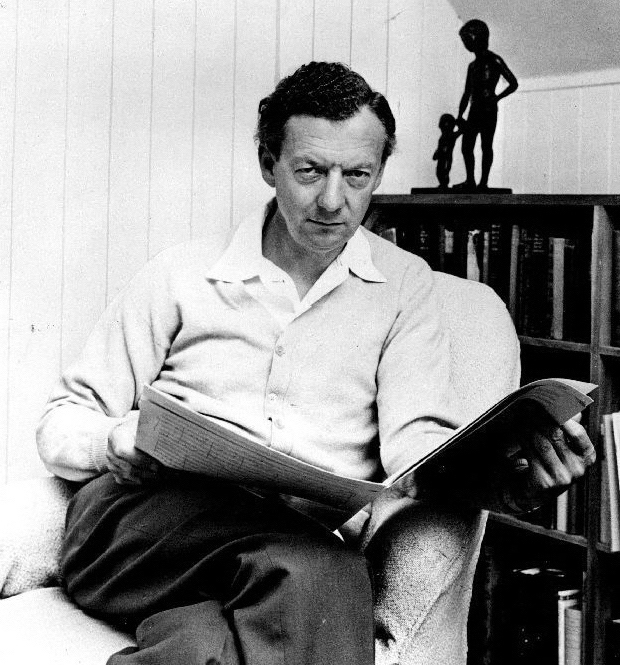
Benjamin Britten, fotografiado a mediados de los años 1960.

Cuando Holst se unió a Britten, el acuerdo financiero era incierto; Britten le pagaba por partes en lugar de un salario regular, sin saber que había cedido sus derechos sobre los bienes de su padre a su madre y que tenía poco dinero propio. Como resultado, ella vivió muy frugalmente en Aldeburgh, pero su compromiso con Britten era de mayor prioridad que su propia comodidad física. Durante los siguientes doce años, su vida se organizó en torno a los objetivos comunes de ayudar a Britten y desarrollar el Festival de Aldeburgh. Junto a este trabajo, hizo muchos arreglos corales y vocales, promovió la música de su padre y escribió libros, artículos y notas de programa.
Durante los primeros dieciocho meses de su asociación con Britten, Holst escribió un diario que, según Grogan, constituye un registro de su «creencia incondicional en los logros y el estado de Britten, y su absoluta dedicación a su trabajo». La primera de las obras de Britten a la que hizo una contribución significativa fue la ópera Gloriana, programada para formar parte de las celebraciones de la Coronación de 1953. El corto plazo para la escritura de la ópera ejerció una presión considerable sobre el compositor y su nueva asistente. Estas tensiones fueron dramatizadas sesenta años más tarde en una obra de radio, Imo y Ben. La tarea principal de Holst con Gloriana fue copiar los bocetos a lápiz de Britten y preparar las partituras vocales y de piano que los cantantes necesitaban para los ensayos en febrero de 1953. Luego, ella le ayudó a escribir la partitura de orquesta completa y realizó un trabajo similar con su siguiente ópera, Otra vuelta de tuerca (1954). Cuando Britten estuvo bajo presión durante la composición de su ballet The Prince of the Pagodas (1956), Holst lo acompañó a Suiza, para permanecer a su lado mientras completaba su obra. Se complació mucho en su colaboración en la ópera para niños de Britten, El diluvio de Noé (1957), para la que le mostró a Britten cómo lograr un efecto único de gota de lluvia golpeando una hilera de tazas de porcelana con una cuchara de madera. Trabajaron juntos para recopilar y publicar música para flauta dulce, en una serie publicada por Boosey and Hawkes (1954-1959), y escribieron conjuntamente un popular libro introductorio, The Story of Music (1958).
Holst continuó ayudando a Britten con todas sus composiciones principales hasta 1964, momento en el cual decidió dar prioridad a asegurar finalmente el legado musical de su padre, restablecer su carrera como compositora y seguir un camino más independiente. Renunció a su puesto como asistente de Britten, aunque permaneció cercana a él en lo personal. No abandonó Aldeburgh y continuó su trabajo con el Festival anual.

#### Directora artística

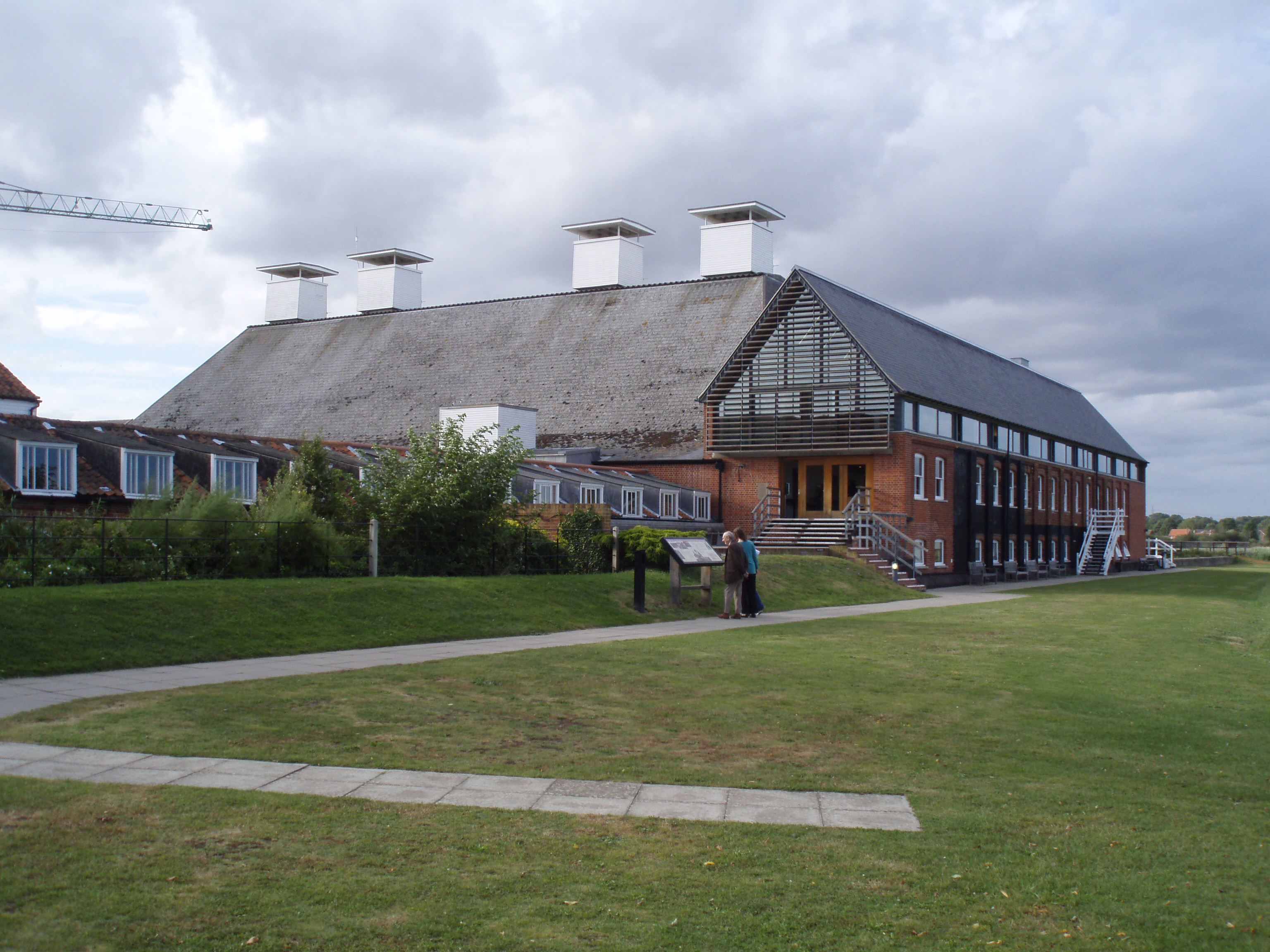
La sala de conciertos de Snape Maltings, sede del Festival de Aldeburgh desde 1967.

En 1956, el papel de Holst en el Festival de Aldeburgh se formalizó cuando se unió a Britten y Pears como una de las directoras artísticas del festival, asumiendo la responsabilidad de los programas y los artistas. Para el festival de 1956, programó una representación de la ópera Savitri de Gustav Holst, la primera de varias obras de Gustav Holst que introdujo en el festival en los años siguientes. Savitri se ofreció como parte de un proyecto de ley doble que incluía el arreglo de Imogen de la ópera del siglo XVII Venus y Adonis de John Blow. En 1957 instituyó conciertos nocturnos y en 1962 organizó un ciclo dedicado a la música flamenca, por la que se había interesado recientemente. También ideó programas frecuentes de música sacra, para representaciones en la iglesia parroquial de Aldeburgh. Desde que se mudó a Aldeburgh en 1952, Holst había vivido en una serie de alojamientos y pisos alquilados. En 1962 se mudó a un pequeño bungaló contemporáneo construido para ella en Church Walk, donde vivió el resto de su vida. La casa se construyó en el borde del solar donde se esperaba construir un teatro para festivales. Cuando se abandonó ese plan a favor de trasladarse a Snape Maltings, el arquitecto Henry Thomas Cadbury-Brown construyó el bungaló de todos modos y permitió que Holst viviera allí sin pagar alquiler.
En 1964, comenzó a componer nuevamente y en 1965 aceptó encargos para dos obras de gran escala: The Sun's Journey, una cantata para voces femeninas, y Trianon Suite, compuesta para la Trianon Youth Orchestra of Ipswich. En 1965 y 1966 publicó dos libros, estudios de Bach y Britten. La última obra causó cierta conmoción y sorpresa al no mencionar las contribuciones a los éxitos de Britten de varias figuras clave en la carrera anterior del compositor que posteriormente habían caído en desgracia, como sus ex libretistas Eric Crozier y Ronald Duncan. Entre 1966 y 1970, grabó varias obras de su padre con los Purcell Singers y la Orquesta de Cámara Inglesa, bajo los sellos Argo y Lyrita. Entre estas grabaciones se encontraba el Concierto para violín doble, que dirigió con Emanuel Hurwitz como solista. Cuarenta años antes había actuado como pianista de ensayo antes de la primera interpretación de la obra.
Holst había formado Purcell Singers, un pequeño coro semiprofesional, en octubre de 1952, en gran parte a instancias de Pears. A partir de 1954, el coro se convirtió en intérprete habitual en el Festival de Aldeburgh, con programas que van desde música medieval poco escuchada hasta obras del siglo XX. Entre los miembros del coro que más tarde alcanzaron la distinción individual estaban el bajo-barítono John Shirley-Quirk, los tenores Robert Tear y Philip Langridge, y el fundador y director del Heinrich Schütz Choir, Roger Norrington. Langridge recordó con particular placer una actuación en la iglesia de Orford del motete de cuarenta partes Spem in alium de Thomas Tallis, el 2 de julio de 1963. Cuando renunció a la dirección del coro en 1967, otros grupos asumieron gran parte de su misión musical, en particular su compromiso con la música antigua, entre ellos el Schütz Choir de Norrington y el Purcell Consort, formado por el ex corista de Purcell Singers Grayston Burgess.
El 2 de junio de 1967, Holst compartió el podio con Britten en el concierto de inauguración del nuevo hogar del Festival de Aldeburgh en Snape Maltings. A partir de 1972, Holst participó en el desarrollo de clases educativas en Maltings, que comenzó con clases de canto los fines de semana y se convirtió en la Britten-Pears School for Advanced Musical Studies, con su propia orquesta de formación. En ese momento, las actuaciones de Imogen en el festival se habían vuelto cada vez más raras, pero en 1975 dirigió un concierto de música de banda de música de Gustav Holst, que se llevó a cabo al aire libre en el castillo de Framlingham. Un informe del evento describió una noche de «llovizna persistente ... hasta que una figura diminuta con un vestido escarlata especial tomó la batuta del director. La banda se transformó y tocó la Suite de Holst como nunca antes se había tocado».
Britten tenía mala salud desde que se sometió a una cirugía cardíaca en 1973 y el 4 de diciembre de 1976 murió. Holst no estaba segura de poder mantener una relación laboral con Pears sola y al llegar a la edad de 70 años en 1977, decidió retirarse como directora artística después del festival de ese año. Hizo su última aparición en un festival como intérprete cuando sustituyó al indispuesto director André Previn en el concierto inaugural del festival de la Snape Maltings Training Orchestra. Al jubilarse, aceptó el título honorífico de directora artística emérita.

### Últimos años
El centenario de Gustav Holst se celebró en 1974, cuando Imogen publicó un catálogo temático de la música de su padre y fundó el Holst Birthplace Museum en Cheltenham. El centenario fue la ocasión para la publicación del primer volumen de una edición facsímil de los manuscritos de Gustav Holst, en la que Imogen trabajó con la ayuda del compositor Colin Matthews. Siguieron tres volúmenes de facsímil más en los años hasta 1983, momento en el cual los costes crecientes y la salud deteriorada de Imogen llevaron al abandono del proyecto. Como parte del centenario de 1974, negoció actuaciones de Savitri y The Wandering Scholar en Aldeburgh y Sadler's Wells y ayudó a organizar exposiciones de la vida y obra de Gustav Holst en Aldeburgh y el Royal Festival Hall.
Aparte de sus libros relacionados con la vida y obra de su padre, Holst siguió escribiendo sobre otros aspectos de la música. Además de numerosos artículos, publicó un breve estudio del compositor renacentista William Byrd (1972) y un manual para directores de coros aficionados (1973). Continuó componiendo, por lo general piezas cortas, pero con obras orquestales ocasionales de mayor escala, como Woodbridge Suite (1970) y Deben Calendar (1977), esta última una serie de doce bocetos que representan el río Deben en Suffolk en diferentes fases del año. Su última gran composición fue un Quinteto de cuerda, escrito en 1982 e interpretado en octubre de ese año por el Endellion Quartet, aumentado por el violonchelista Steven Isserlis.
En abril de 1979, Holst estuvo presente cuando la reina madre, Isabel Bowes-Lyon, inauguró el nuevo edificio de la Britten-Pears School en Snape. El edificio incluía una nueva biblioteca, la Gustav Holst Library, a la que Imogen había donado una gran cantidad de material, incluidos libros que su padre había usado en su propia carrera docente. Tenía la intención de que, después de 1977, su retiro del Festival de Aldeburgh sería total, pero hizo una excepción en 1980 cuando organizó un concierto de celebración del 70 cumpleaños de Pears.

### Fallecimiento
Poco después del Festival de Aldeburgh de 1977, Holst enfermó gravemente de lo que describió como «angina coronaria». A partir de entonces, la angina fue un problema recurrente, aunque siguió trabajando y cumpliendo compromisos. Sin embargo, a principios de 1984 sus amigos notaron el deterioro de su salud. Murió en su casa de insuficiencia cardíaca el 9 de marzo de 1984 y fue enterrada en el cementerio de Aldeburgh cinco días después en una parcela a unos pocos metros de Britten. Un homenaje necrológico en la revista Early Music enfatizó su larga asociación con la música en la iglesia de Aldeburgh, donde «[trajo] a la vida facetas iridiscentes de esa tradición a la que había dedicado su propia vida y que presentó como una fuente continua de fuerza y maravilla». Ursula Vaughan Williams escribió: «Imogen tenía algo de erudita medieval en ella... contentarse con pocas comodidades si había suficiente música, suficiente trabajo, suficientes libros para llenar sus días. De hecho, siempre llenaba sus días, hacer que veinticuatro horas contengan lo que la mayoría de nosotros necesitamos hacer el doble de ese tiempo».
En 2007, el centenario de Holst fue reconocido en Aldeburgh con varios eventos especiales, incluido un recital en la iglesia parroquial del Navarra Quartet en el que se mezclaron obras de Purcell y Franz Schubert con The Fall of the Leaf para violonchelo solo y el Quinteto de cuerda de Imogen. Andrew Clements describió esta última obra en The Guardian como «genuinamente memorable ... El conjunto de variaciones con las que termina el quinteto se disuelve en una serie de líneas solistas desnudas, que vinculan la música de Holst con la de su padre».
Holst nunca se casó, aunque disfrutó de una serie de amistades románticas, en particular con el futuro poeta Miles Tomalin, a quien conoció cuando era alumna de St. Paul. Mantuvieron una relación cercana hasta 1929 e intercambiaron poesía; Tomalin se casó en 1931. Muchos años después de que terminara la relación, Holst admitió a Britten que se habría casado con Tomalin.

## Obra
Imogen Holst fue una compositora a tiempo parcial, intermitentemente productiva dentro de su amplia cartera de actividades musicales. En sus primeros años formó parte de un grupo de jóvenes compositoras británicas —Elizabeth Maconchy y Elisabeth Lutyens eran otras— cuya música se interpretaba y difundía con regularidad.
Según un crítico posterior, su Misa en la menor de 1927 mostraba «una estratificación de voces segura e imaginativa, que llegaba a un Agnus Dei satisfactorio». Sin embargo, durante largos periodos de su carrera posterior, apenas compuso. Después del RCM, sus años más activos como compositora fueron en Dartington en la década de 1940 y el periodo «post-Britten» después de 1964. Su producción de composiciones, arreglos y música editada es extensa, pero sólo ha recibido una atención crítica limitada. Gran parte de ella es inédita y, por lo general, se ha descuidado tras su interpretación inicial.

El temprano Tippett y Gerald Finzi son quizás los que más se acercan a Holst desde el punto de vista estilístico, pero es el Quinteto de cuerda el que realmente muestra su independencia, con sus representaciones rústicas en sus dos primeros movimientos y un cambio completo de estado de ánimo para el final, que es un conjunto de variaciones sobre el último tema escrito en el cuaderno de su padre.
The Guardian, 30 de enero de 2009

La obra comprende música instrumental, vocal, orquestal y coral. Como hija de Gustav Holst, estuvo influenciada principalmente por lo que el analista Christopher Tinker denomina «su relación natural e ineludible con el establishment musical inglés», por su estrecha relación personal con su padre y por su amor a las canciones populares. Algunas de sus primeras composiciones reflejan el pastoralismo de Ralph Vaughan Williams, que le enseñó en el RCM. En sus años de docencia y en la EFDSS, durante la década de 1930, se dio a conocer por sus arreglos de canciones populares, pero compuso poca música ella misma. El estilo personal que surgió en la década de 1940 incorporaba su afinidad con las canciones populares y la danza, su intenso interés por la música inglesa de los siglo XVI y XVII, y su gusto por la innovación. En su suite para viola sola de 1930, comenzó a experimentar con patrones de escala; en los años 1940 incorporó sus propias escalas de seis y ocho notas en su música de cámara y, ocasionalmente, en obras corales como las Five Songs (1944). Esta experimentación reaparece en obras posteriores; en Hallo My Fancy (1972) se introduce una nueva escala para cada verso, mientras el coro proporciona una armonización libre a una voz solista. En Homage to William Morris (1984), una de sus últimas obras, Tinker señala su uso de la disonancia «para añadir fuerza a la articulación musical del texto». En cambio, el Quinteto de cuerda de 1982, la obra que la propia Holst consideraba que la había convertido en «una verdadera compositora», se caracteriza por la calidez de sus armonías.
Gran parte de su música coral de fue escrita para ser interpretada por aficionados. Los críticos han observado una clara diferencia de calidad entre estas piezas y las obras corales escritas para coros profesionales, especialmente las destinadas a voces femeninas. Las compañías discográficas tardaron en reconocer su potencial comercial y hasta 2009 no se publicó un CD dedicado enteramente a su música, una selección de sus obras para cuerdas. El crítico de The Guardian acogió con satisfacción la grabación: En 2012, Harmonia Mundi grabó una selección de su música coral, cantada por el coro del Clare College. Una reseña de esta grabación destaca Welcome Joy and Welcome Sorrow, escrita para voces femeninas con acompañamiento de arpa, como «una muestra de su propia voz, suavemente matizada y pionera». Otra menciona la configuración de los «Tres Salmos», donde «los ritmos internos son subrayados por los sutiles ostinatos de cuerda que laten debajo».

## Textos publicados
Los detalles de la publicación se refieren a la primera publicación del libro en el Reino Unido.
- Gustav Holst: A biography. Londres: Oxford University Press. 1938. OCLC 852118145. (edición revisada 1969)
- The Music of Gustav Holst. Londres: Oxford University Press. 1951. OCLC 881989. (ediciones revisadas 1968 y 1985, la última con el añadido de Holst's Music Reconsidered)
- The Book of the Dolmetsch Descant Recorder. Londres: Boosey & Hawkes. 1957. OCLC 221221906.
- The Story of Music. The Wonderful World. Londres: Rathbone. OCLC 2182017. (coautor con Benjamin Britten)
- Heirs and Rebels: Letters Written to Each Other, and Occasional Writings on Music, by Ralph Vaughan Williams and Gustav Holst. Londres: Oxford University Press. 1959. OCLC 337514. (coeditor con Ursula Vaughan Williams)
- Henry Purcell, 1659-1695: Essays on his Music. Londres: Oxford University Press. 1959. OCLC 602569. (editor)
- Henry Purcell: the Story of his Life and obra. Londres: Boosey & Hawkes. 1961. OCLC 1200203.
- Tune. Londres: Faber & Faber. 1962. OCLC 843455729.
- An ABC of Music: a Short Practical Guide to the Basic Essentials of Rudiments, Harmony, and Form. Oxford: Oxford University Press. 1963. ISBN 0-19-317103-1.
- Your Book of Music. Londres: Faber & Faber. 1964. OCLC 170598.
- Bach. Great Composers. Londres: Faber & Faber. 1965. OCLC 748710834.
- Britten. Great Composers. Londres: Faber & Faber. 1966. OCLC 243904447.
- Byrd. Great Composers. Londres: Faber & Faber. 1972. ISBN 0-571-09813-4.
- Conducting a Choir: a Guide for Amateurs. Londres: Oxford University Press. 1973. ISBN 0-19-313407-1.
- Holst. Great Composers (2ª, 1981 edición). Londres: Faber & Faber. 1974. ISBN 0-571-09967-X.
- A Thematic Catalogue of Gustav Holst's Music. Londres: Faber Music, in conjunction with G & I Holst Ltd. 1974. ISBN 0-571-10004-X.

Imogen Holst también escribió numerosos artículos, folletos, ensayos, introducciones y notas de programa durante el período 1935-1984.

## Premios y reconocimientos
Imogen Holst fue nombrada miembro del Royal College of Music en 1966. Recibió doctorados honoríficos de las universidades de Essex (1968), Exeter (1969) y Leeds (1983). Se le otorgó membresía honoraria de la Royal Academy of Music en 1970. Además, fue nombrada Comandante de la Orden del Imperio Británico (CBE) en los Honores de Año Nuevo de 1975 por sus servicios a la música.